# Buitenplaats Ypenburg
Buitenplaats Ypenburg ofwel hofstede Ypenburg was een 17e-eeuwse Nederlandse buitenplaats, die in Rijswijk (Zuid-Holland) aan de Steenweg (nu Delftweg) van Den Haag naar Delft lag. De latere modelboerderij Hoeve Ypenburg, vliegveld Ypenburg en de Haagse woonwijk Ypenburg zijn naar deze buitenplaats genoemd.

## Geschiedenis
Begin 17e eeuw deden verschillende vooraanstaande Rijswijkers en Delftenaren grondaankopen op het Rijswijks grondgebied aan de Delftsche Vliet. De reeds bestaande naamloze boerderij werd vervangen door een buitenplaats met de naam Ypenburg. De naam lijkt te verwijzen naar de daar groeiende bomen, iepen. Reeds in 1606 kwam de naam Ipenburch reeds voor in een belastingkohier. De buitenplaats was gelegen tussen andere buitenplaatsen, met de buitenplaatsen Delfvliet en Oversteen als buren. 
Het landhuis was eerder drie generaties in bezit van de familie Van Beresteyn, later in bezit van familie Van Vredenburch. In 1759 werd Ypenburg verkocht aan raadspensionaris Pieter Steyn. In 1885 werd het landgoed, dat in bezit was van de familie Van der Goes van Naters verkocht. Het landhuis was in 1887 zodanig vervallen dat het werd gesloopt.
Volgens een advertentie uit 1885 omvatte het landgoed naast het landhuis ook bijbehorende gebouwen, plantsoenen, veel zwaar opgaand geboomte, vrucht- en moestuinen, alsmede twee daartoe behorende landbouwers woningen met wei-, hooi- en bouwlanden, en dijkgrond, en dat strekte vanaf de Haagsche Straatweg (huidige Delftweg) tot aan de Brasserskade, met een oppervlakte van 77 hectare.